# Eburonen

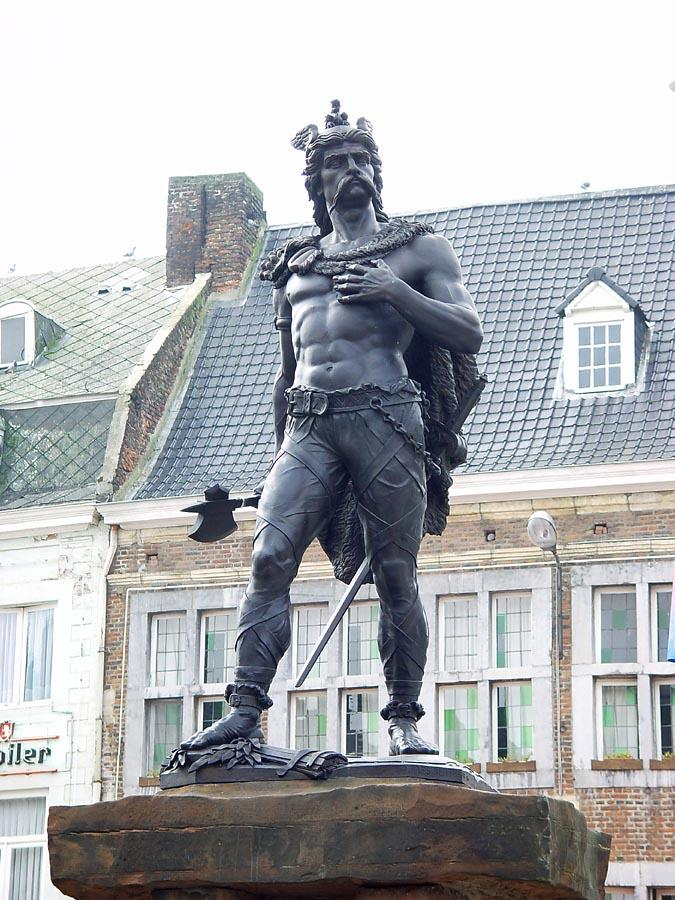
Ein Eburone: Denkmal des Königs Ambiorix in Tongern

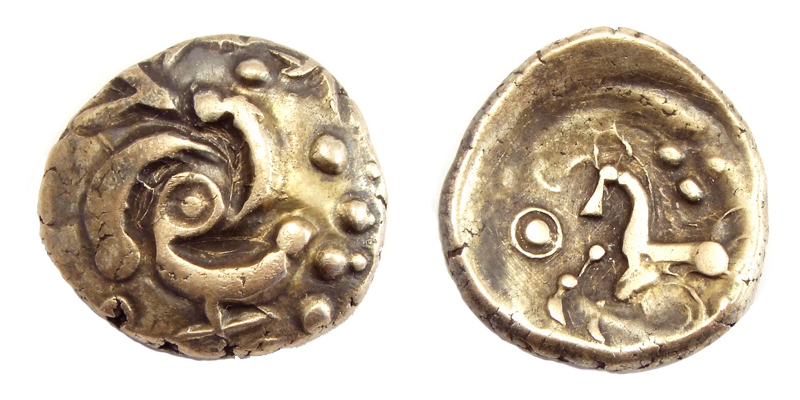
Goldener Stater der Eburonen

Die Eburonen (lat. Eburones) waren ein wahrscheinlich keltischer Volksstamm, der in den Jahren 53 und 51 v. Chr. durch Cäsars Truppen weitgehend vernichtet wurde. Gaius Iulius Caesar zählt die Eburonen zwar zu den vier cisrhenanischen (linksrheinischen) Germanenstämmen, aber die Stammesbezeichnung (nach keltisch eburo „Eibe“), die überlieferten Personen- und Ortsnamen (Ambiorix, Aduatuca) sowie der archäologische Befund, der der keltischen Spätlatène-Kultur zuzurechnen ist, sprechen für die Zugehörigkeit zu den Kelten. Vielleicht waren die Eburonen eine Konföderation zweier verwandter Stammesverbände, die jeweils durch Könige repräsentiert wurden. Die Eburonen hatten einen eigenen Dialekt und eine eigene Tracht.

## Lokalisierung
Die heutigen historischen Kenntnisse von den Eburonen beruhen hauptsächlich auf De bello Gallico von Gaius Iulius Caesar und auf archäologischen Befunden. Da es sich bei Cäsars Büchern um einseitig gefärbte Kriegsberichte handelt, muss deren historischer Wahrheitsgehalt stets hinterfragt werden.
Das Gebiet der Eburonen lag zwischen Rhein, Maas, Rheinland, Nordardennen und Eifel. Das Verbreitungsgebiet eburonischer Münzen aus den Jahren 55/54 v. Chr. lässt die Annahme zu, dass das eburonische Gebiet bis in die Gegend von Brüssel reichte. Sie waren Klienten des südlicher lebenden Stammes der Treverer, aber (bis zu dessen Niederlage gegen Caesar 57 v. Chr.) auch dem westlich an der Maas lebenden Stamm der Aduatuker zu ständiger Tributzahlung und Geiselstellung verpflichtet.
Zusammen mit den Condrusern, Caerosern und Paemanen bildeten sie einen Stammesverbund, den Caesar als linksrheinische Germanen bezeichnet. Caesar bezeichnet das castellum Aduatuca als Mittelpunkt des eburonischen Stammesgebietes, aber trotz zahlreicher Versuche ist es bis heute nicht gelungen, den Ort zu lokalisieren. Im Norden begrenzte das Stammesgebiet der Menapier das eburonische Gebiet.

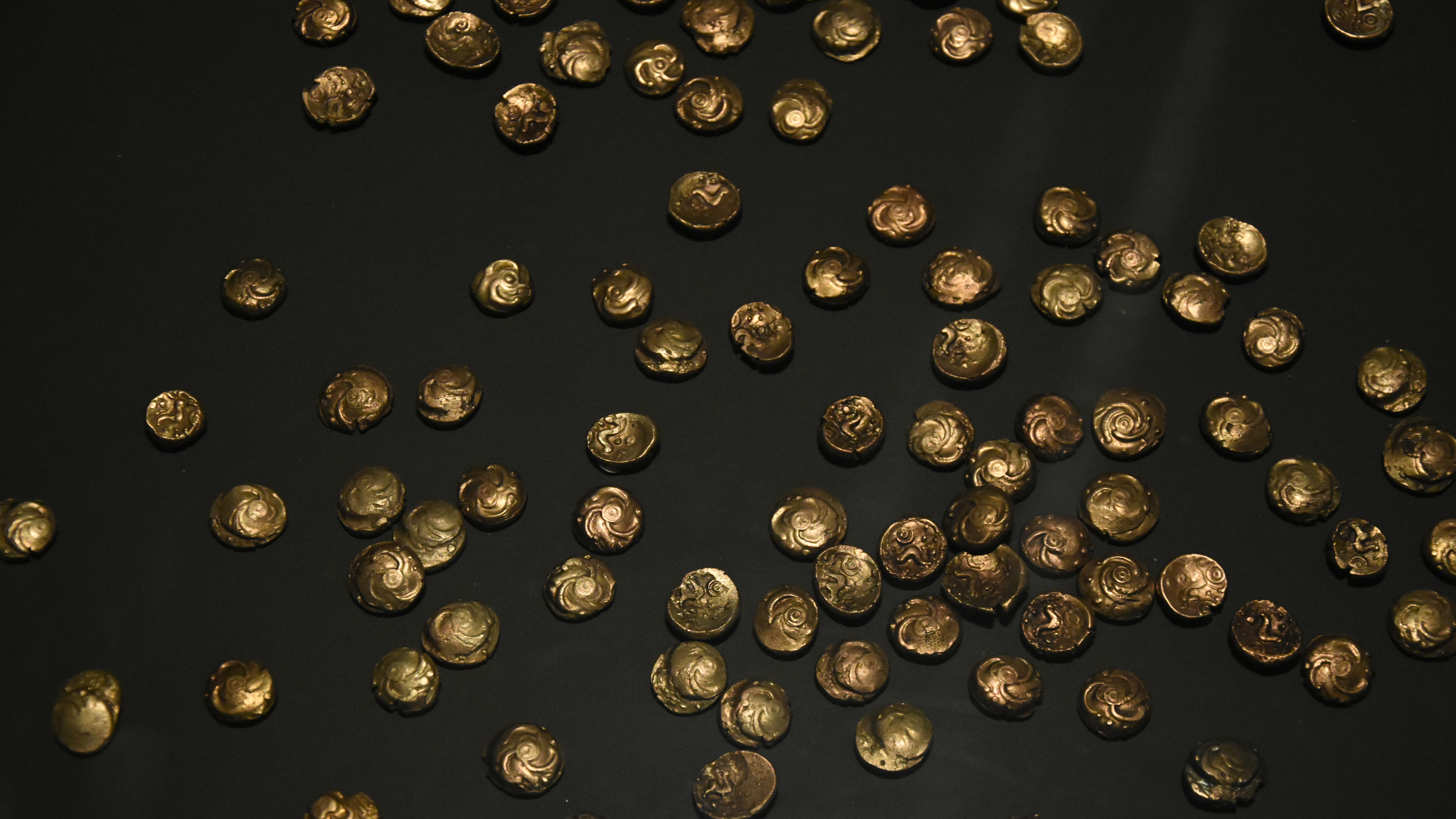
Münzen der Eburonen, Gallo-Römisches Museum Tongern

Strabon teilte frühestens 7 v. Chr. mit, dass die Eburonen (ebenso wie die Menapier und Atrebaten) in einem vorwiegend von Wald bedeckten Gebiet leben. Dieser Wald namens „Arduenna“ messe insgesamt 4.000 Stadien (rund 800 km). →Ardennen

## Doppelkönigtum
Gaius Iulius Caesar erwähnt für das Jahr 54 v. Chr., dass die Eburonen unter der Herrschaft (sub imperio) von Ambiorix und Catuvolcus standen, Beleg für ein keltisches Doppelkönigtum, für das Caesar die alte römische Bezeichnung rex gebraucht. Livius nennt Ambiorix Eburonem rege. Umrisshaft wird eine Aufgabenverteilung für ein solches Doppelkönigtum erkennbar. Offenbar konnten nur beide gemeinsam den Krieg erklären. Auch deutet Caesar an, dass jeder für eine Hälfte der Eburonen König war. Die Verbreitung der dem Ambiorix zugeschriebenen Münzen deutet dessen Herrschaftsgebiet in der Gegend von Brüssel an; Catuvolcus' Herrschaftsgebiet könnte demnach im Bereich der Ardennen/Nordeifel zwischen Maas und Rhein gelegen haben.
Es scheint sich um eine Art von konstitutioneller Monarchie gehandelt zu haben. Ambiorix selbst charakterisiert sie nach dem Überfall auf das römische Winterlager bei Aduatuca so: Es sei weder auf seinen Beschluß hin noch mit seiner Zustimmung geschehen, was er hinsichtlich der Bestürmung des römischen Lagers unternommen habe; vielmehr sei er von seinem Stamm dazu gezwungen worden. Seine Herrschaft sei so geartet, daß das Volk ihm gegenüber nicht weniger Rechte habe als er gegenüber dem Volk.
Im Verlauf der nachfolgenden Kriegshandlungen tritt nur noch Ambiorix hervor. Caesar skizziert ihn als listigen Verhandlungsführer und umsichtigen Feldherrn. Eine eigenständige Rolle fällt dem zweiten, schon alten König Catuvolcus nur einmal zu. Er verflucht nach der Niederlage seinen Mitkönig als Anstifter des Krieges und vergiftete sich mit dem „Saft der Eibe“. Dies kann als Hinweis auf eine sakrale Rolle des zweiten (alten) Königs gewertet werden. Darüber hinaus deutet die Stelle die große kultische Bedeutung des namengebenden Eibenbaumes für die Eburonen an.

## Krieg des Ambiorix
Die Eburonen beteiligten sich 57 v. Chr. am Krieg Caesars gegen die Belger, der zu einer vollständigen Unterwerfung der belgischen Stämme führte. Die Eburonen wurden in dieser Zeit von zwei Königen, Ambiorix und Catuvolcus, angeführt. Im Herbst 54 v. Chr. legte Caesar eine Legion und fünf Kohorten (= 15 Kohorten) unter dem Kommando der Legaten Quintus Titurius Sabinus und Lucius Aurunculeius Cotta in ihr Winterlager bei Aduatuca, dem befestigten Platz mitten im Gebiet der Eburonen. Die bildliche Darstellung einer eburonischen Münze soll durch Anlehnung an Münzmotive der rechtsrheinischen Ubier gezielt zur Vorbereitung des Ambiorix-Aufstands gedient haben.
Nachdem durch eine schlechte Ernte Versorgungsengpässe und Hunger zu befürchten waren, griffen die Eburonen Mitte November 54 v. Chr. das Winterlager an. Die Römer wurden durch eine List des Ambiorix getäuscht, verließen ihr Lager fluchtartig und wurden auf dem Marsch in einem langgestreckten Tal – ähnlich wie 60 Jahre später bei der Varusschlacht – vollständig aufgerieben. Etwa 10.000 römische Legionäre fielen, rund ein Fünftel der in Gallien stationierten römischen Verbände. Ambiorix gewann die Aduatuker und Nervier sowie rechtsrheinische Germanen für einen weiteren Angriff auf ein im Gebiet der Nervier – vielleicht bei Brüssel – gelegenes, weiteres Winterlager, das unter dem Kommando des Quintus Tullius Cicero stand. Cicero entging durch das Eingreifen Cäsars nur knapp einer Niederlage. Die Eburonen und die mit ihnen verbündeten Nervier, Menapier und Aduatuker wurden durch Caesar vernichtet oder flohen.

## Weitgehende Ausrottung der Eburonen
In den Jahren 53 und 51 v. Chr. verwüstete Caesar in mehreren brutalen Rachefeldzügen das gesamte Gebiet der Eburonen, das er darüber hinaus zur vollständigen Plünderung durch alle umliegenden Stämme freigab. Die Einwohner wurden niedergemetzelt, die Gehöfte eingeäschert, das Vieh weggetrieben. König Catuvolcus starb durch Suizid (53 v. Chr.), König Ambiorix konnte mit knapper Not über den Rhein zu den Germanen entkommen. Über sein weiteres Schicksal ist nichts bekannt. Archäologisch lässt sich für die Zeit um 50 v. Chr. in eburonischen Siedlungen tatsächlich oftmals ein Siedlungsabbruch erkennen.
Die Nachricht, die Eburonen würden geplündert, gelangte 53 v. Chr. bis jenseits des Rheins, worauf die Sugambrer mit Schiffen und Flößen den Rhein überquerten. Bei ihrem Raubzug gelangten sie bis nach Aduatuca, wo der gesamte Tross aller römischen Legionen lagerte. Wäre Cäsar nicht rechtzeitig zurückgekehrt, hätten die Römer bei Aduatuca durch die Sugambrer fast eine zweite Niederlage erlitten.
Nach der Zerschlagung des eburonischen Stammesverbandes durch die Römer ließen sich in deren östlichem Siedlungsgebiet die Ubier und im westlichen Gebiet die Tungerer nieder, die der Stadt Tongern ihren Namen gaben. Der Stamm scheint jedoch von Caesar nicht vollständig vernichtet worden zu sein. Strabon kennt die Eburonen in seinen Geographika, die frühestens 7 v. Chr. niedergeschrieben wurden, als einen befriedeten und unterworfenen Stamm, ohne von seiner Vernichtung zu wissen. Ein Teil, der nach Norden floh, wurde als Taxandrer und ihr Land Toxandrien, nach Taxus (Eiben), das spätere Kempen, erwähnt.

## Antike Quellen
- Gaius Iulius Caesar: De bello Gallico, II, V und VI (Hauptquelle)
- Cassius Dio: Historiarum Romanarum, XL 5, 6, 9
- Florus: Epitoma de Tito Livio bellorum omnium annorum, VII Bellum Gallicum, XLV
- Livius: Ab Urbe Condita, liber CVI (Periocha)
- Strabon: Geographika 4,3,5.